# Radionawigacja
Radionawigacja – wykorzystanie fal radiowych do określenia własnego położenia i wyznaczenia dalszej drogi. 
Istnieje wiele systemów radionawigacyjnych. Najprostsze i najstarsze, lecz wciąż używane korzystają z nadających określone sygnały rozpoznawcze radiolatarni umieszczonych w oznaczonych na mapie punktach. Korzystając z obrotowej anteny kierunkowej (zobacz: radionamiernik) można ustalić kierunek kompasowy, a po przeliczeniu geograficzny do dwóch z nich i odnaleźć własną pozycję na przecięciu linii naniesionych odpowiednio na mapę. Istnieją także radiolatarnie nadające sygnał tylko w określonym kierunku.
W systemie Consol, o znacznie większym zasięgu, lecz i mniejszej dokładności, pracują radiolatarnie sektorowe, sygnał z nich odbierany zmienia się w zależności od kierunku, z jakiego się go odbiera. Z systemu tego można korzystać bez radionamiernika.
Inna jeszcze jest zasada radionawigacji hiperbolicznej, znacznie dokładniejszej, lecz wymagającej specjalistycznych urządzeń i odpowiednich map. Odbierane są sygnały impulsowe z co najmniej trzech radiostacji pracujących w stałej synchronizacji. Mierzone elektronicznie opóźnienie jednego sygnału względem drugiego pozwala wyznaczyć różnicę odległości dzielącej nas od źródeł tych sygnałów. Zgodnie z zasadami geometrii pozwala to wykreślić (lub odnaleźć) na mapie hiperbolę, na której się znajdujemy. To samo powtarza się dla innej pary radiostacji i przecięcie dwóch hiperbol wyznacza naszą pozycję. Nawigacja hiperboliczna wynaleziona w czasie II wojny światowej miała istotny wpływ na skuteczność działań lotnictwa bombowego aliantów w ostatniej fazie tej wojny (system Gee). Udoskonalone późniejsze systemy radionawigacji hiperbolicznej to LORAN, DECCA i OMEGA. Ten ostatni o zasięgu globalnym - pozwalał określać własne położenie na prawie całej kuli ziemskiej z dokładnością rzędu 2 km. 
Nawigację satelitarną, w tym GPS oraz, w niektórych zastosowaniach, radar możemy także objąć pojęciem radionawigacji.